# Ptolémée IX
Pour les articles homonymes, voir Ptolémée (homonymie).
Ptolémée IX Sôter II  (« Sauveur », en grec), surnommé Lathyre ou Lathyros (« pois chiche » car il a sans doute un bouton sur le nez), est un pharaon de la dynastie des Lagides. Roi de 116 à 107 avant notre ère, puis de 89 à 81 (ou 88/80), il est né en 143/142 (on trouve aussi 140/139). Il est le fils aîné de Ptolémée VIII Évergète II  Tryphon et de la reine Cléopâtre III Évergète.

## Biographie

### Règne
Il règne d’abord sur l'Égypte avec sa mère du 28 juin 116 à 107. En 114, elle le force à divorcer de sa première femme (et sœur) Cléopâtre IV (épousée en 115 ; on trouve aussi 119/118), qui se remarie avec le roi Séleucide Antiochos IX. En 112 (on trouve aussi 115), elle l’oblige à épouser son autre sœur Cléopâtre V Séléné qui le quitte assez rapidement.
En 107, Ptolémée IX essaye de se débarrasser de la tutelle de sa mère par une tentative d’assassinat qui échoue. Celle-ci le renverse en septembre/octobre 107, et fait monter sur le trône son autre fils, jusque-là roi de Chypre, Ptolémée X Philométor. Il s'installe alors en Syrie et prend part aux incessantes querelles dynastiques des derniers séleucides. Il essaye en vain de se constituer un royaume en Judée et Phénicie mais échoue sous l'action de Ptolémée X. À la chute de ce dernier en 88, il retrouve le trône d'Égypte pour un règne calamiteux, confronté aux révoltes indigènes et incapable d'apporter une aide militaire à ses alliés romains, en particulier Lucullus, en guerre contre Mithridate VI. Il meurt en 80.
Son neveu Ptolémée XI lui succède brièvement, suivi par son fils naturel Ptolémée XII.
Il est le premier souverain lagide attesté en tant que prêtre du culte ptolémaïque d'Alexandre le Grand.

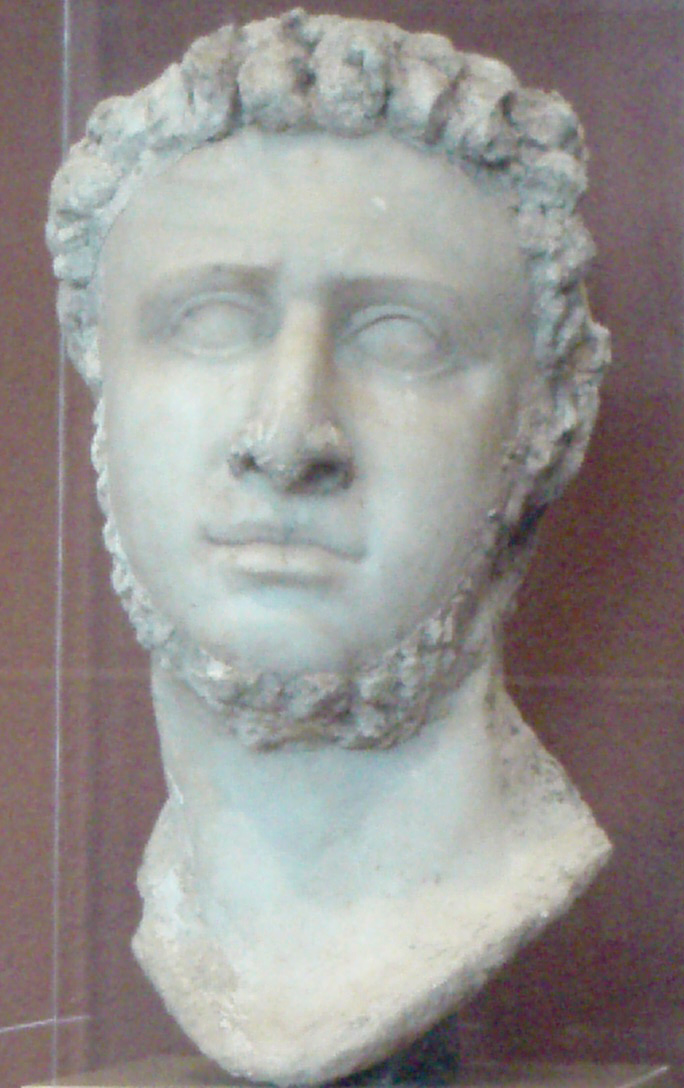
Buste de Ptolémée IX au Museum Of Fine Arts de Boston.